# Prostki (gromada)
Prostki (1954–57 Prostki II) – dawna gromada, czyli najmniejsza jednostka podziału terytorialnego Polskiej Rzeczypospolitej Ludowej w latach 1954–1972.
Gromady, z gromadzkimi radami narodowymi (GRN) jako organami władzy najniższego stopnia na wsi, funkcjonowały od reformy reorganizującej administrację wiejską przeprowadzonej jesienią 1954 do momentu ich zniesienia z dniem 1 stycznia 1973, tym samym wypierając organizację gminną w latach 1954–1972.
Gromadę Prostki (II) z siedzibą GRN w Prostkach utworzono – jako jedną z 8759 gromad – w powiecie grajewskim w woj. białostockim, na mocy uchwały nr 15/V WRN w Białymstoku z dnia 4 października 1954. W skład jednostki weszły obszary dotychczasowych gromad Krupin, Lipińskie Małe, Niedźwiedzkie, Miłusze, Ostrykół, Popowo i Sołtmany ze zniesionej gminy Prostki w powiecie ełckim (zmianę powiatu ww. gromad zatwierdzono uchwałą 26/V z tegoż dnia). Dla gromady ustalono 15 członków gromadzkiej rady narodowej.
1 stycznia 1958 do gromady Prostki II przyłączono obszar zniesionej gromady Sokółki (sołectwa Borki, Długochorzele, Gorczyce i Sokółki oraz miejscowość Bobry majątek), po czym nazwę gromady Prostki II zmieniono na gromada Prostki (zmianę nazwy umożliwił dwa lata wcześniej awans gromady Prostki I do rangi osiedla z równoczesną likwidacją tej gromady, przez co cyfrowa przydawka klasyfikująca stała się zbędna).
1 stycznia 1969 do gromady Prostki przyłączono wsie Kurczątki, Marchewki i PGR Dybówko z gromady Grajewo.
Gromada przetrwała do końca 1972 roku, czyli do kolejnej reformy gminnej. Z dniem 1 stycznia 1973 roku reaktywowano gminę Prostki.